# Eleccions legislatives belgues de 1965

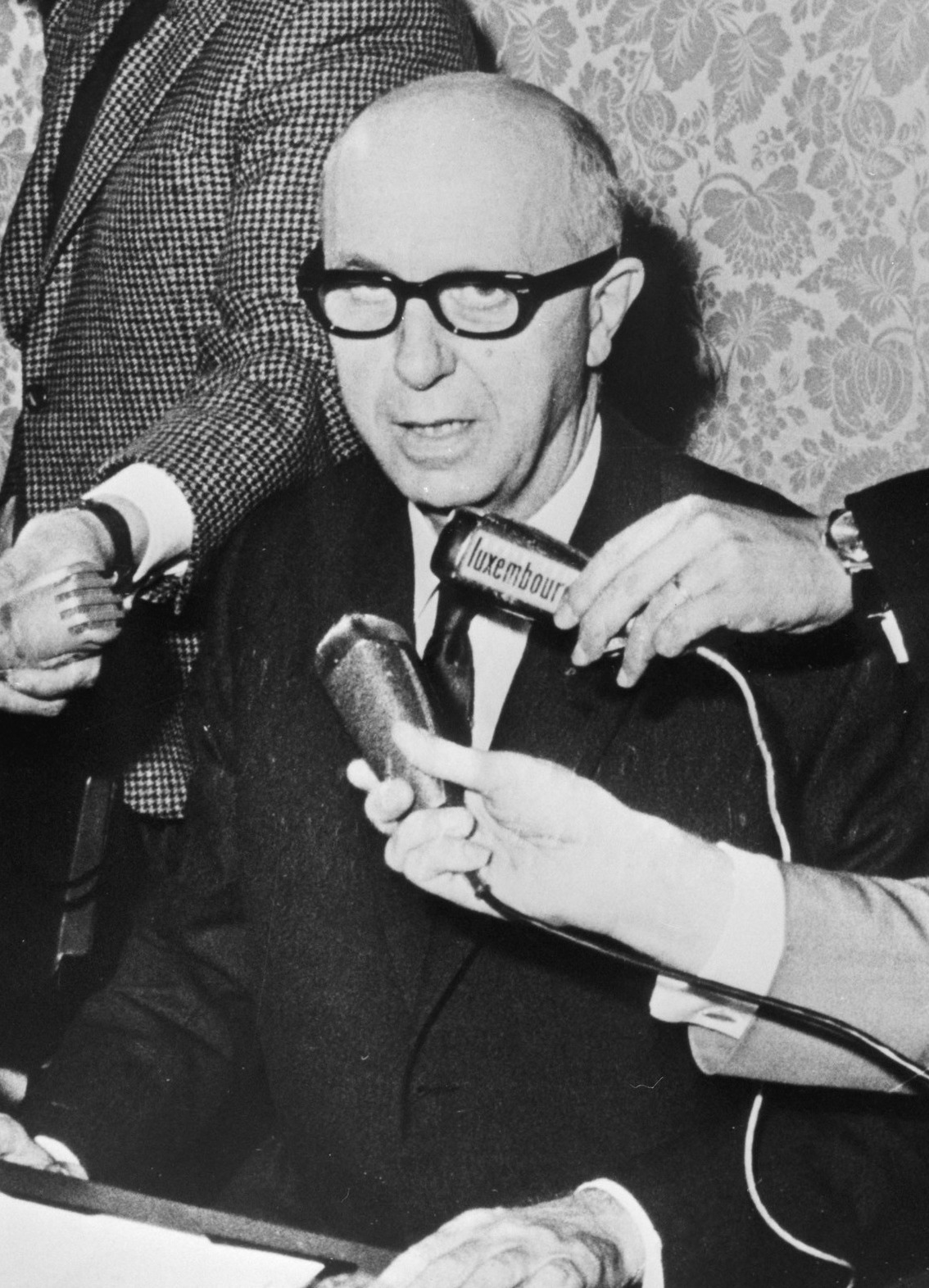
Imatge de Pierre Harmel.

Les Eleccions legislatives belgues de 1965 es van celebrar el 23 de maig de 1965 per a renovar els 212 membres de la Cambra de Representants Es formà un govern de coalició presidit pels socialcristians Pierre Harmel (fins a 1966) i Paul vanden Boeynants. Durant el seu govern van començar els conflictes lingüístics a la Universitat de Leuven que van provocar la divisió dels tres grans partits belgues tradicionals, catòlics, socialistes i liberals en seccions flamenca i valona.

## Resultats a la Cambra de Representants
|       | CVP/Partit Social Cristià              | 1.785.211 |  | 34,45   |  | 77  | -19 |
|       | Parti Socialiste-Socislistische Partij | 1.465.503 |  | 28,28   |  | 64  | -20 |
|       | PVV-PRL                                | 1.120.081 |  | 21,62   |  | 48  | +28 |
|       | Volksunie                              | 333.409   |  | 6,43    |  | 12  | +7  |
|       | Partit Comunista de Bèlgica            | 236.702   |  | 4,57    |  | 6   | +1  |
|       | FDF                                    | 68.966    |  | 1,33    |  | 3   |     |
|       | Front Való                             | 24.245    |  | 0,47    |  | 1   |     |
|       | Partit Való dels Treballadors (PWT)    | 23.582    |  | 0,046   |  | 1   |     |
|       | Altres                                 | 124.236   |  | 2,4     |  |     |     |
| Total | Total                                  |           |  | 100,00% |  | 212 |     |
| Font: |                                        |           |  |         |  |     |     |